# Saint-Maurice (Zwitserland)
Saint-Maurice is een plaats in Zwitserland, in het Rhônedal.
In de tijd van het Romeinse Rijk lag hier een nederzetting: Agaunum. Hier zou volgens de legende de massa-executie van het Thebaanse Legioen hebben plaatsgevonden, die historici geenszins kunnen bevestigen. In de schatkamer van de Abdij van Sint-Mauritius worden talloze kunstschatten bewaard, waaronder relieken van deze heiligen. Ook de zogenaamde aquamanile van Karel de Grote, een versierde gouden schenkkan uit de 9e eeuw, bevindt zich hier.
Saint-Maurice ligt zowel aan de Rhône als aan de E27. Er ligt een treinstation aan de spoorlijn Lausanne - Brig, het Station Saint-Maurice.

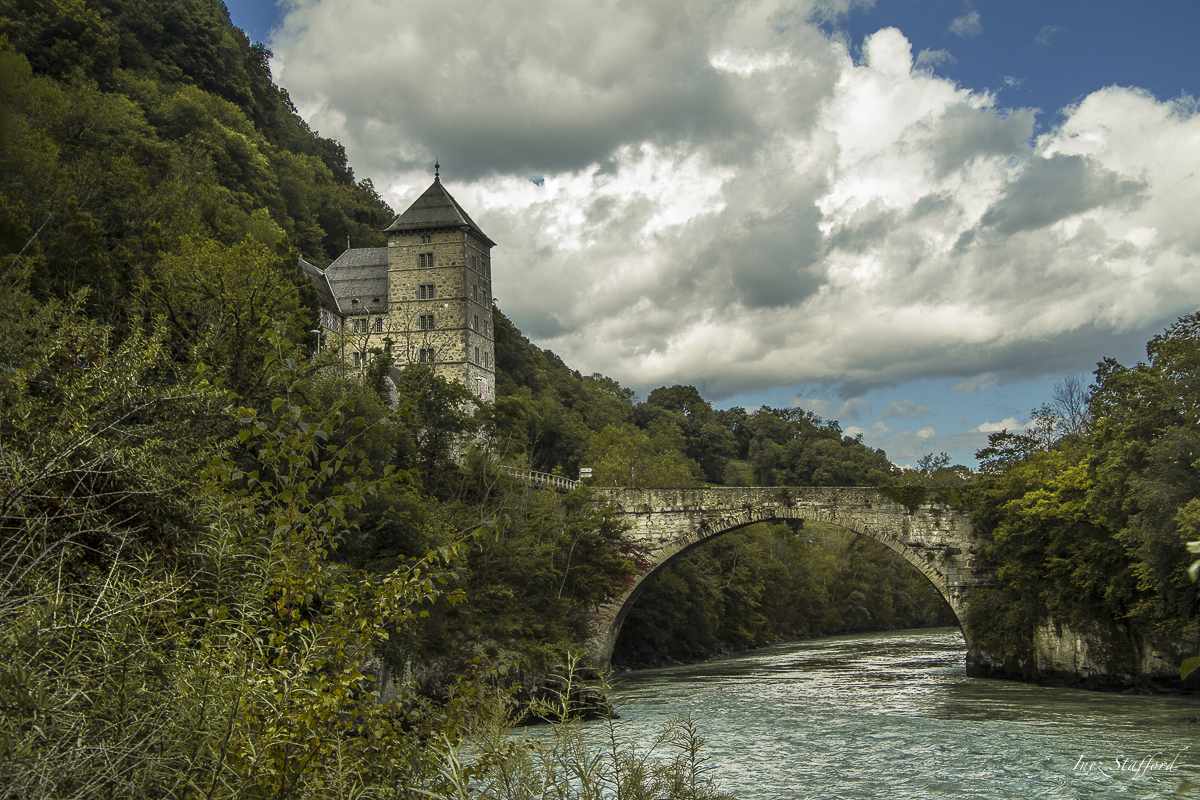
Kasteel en brug bij Saint-Maurice
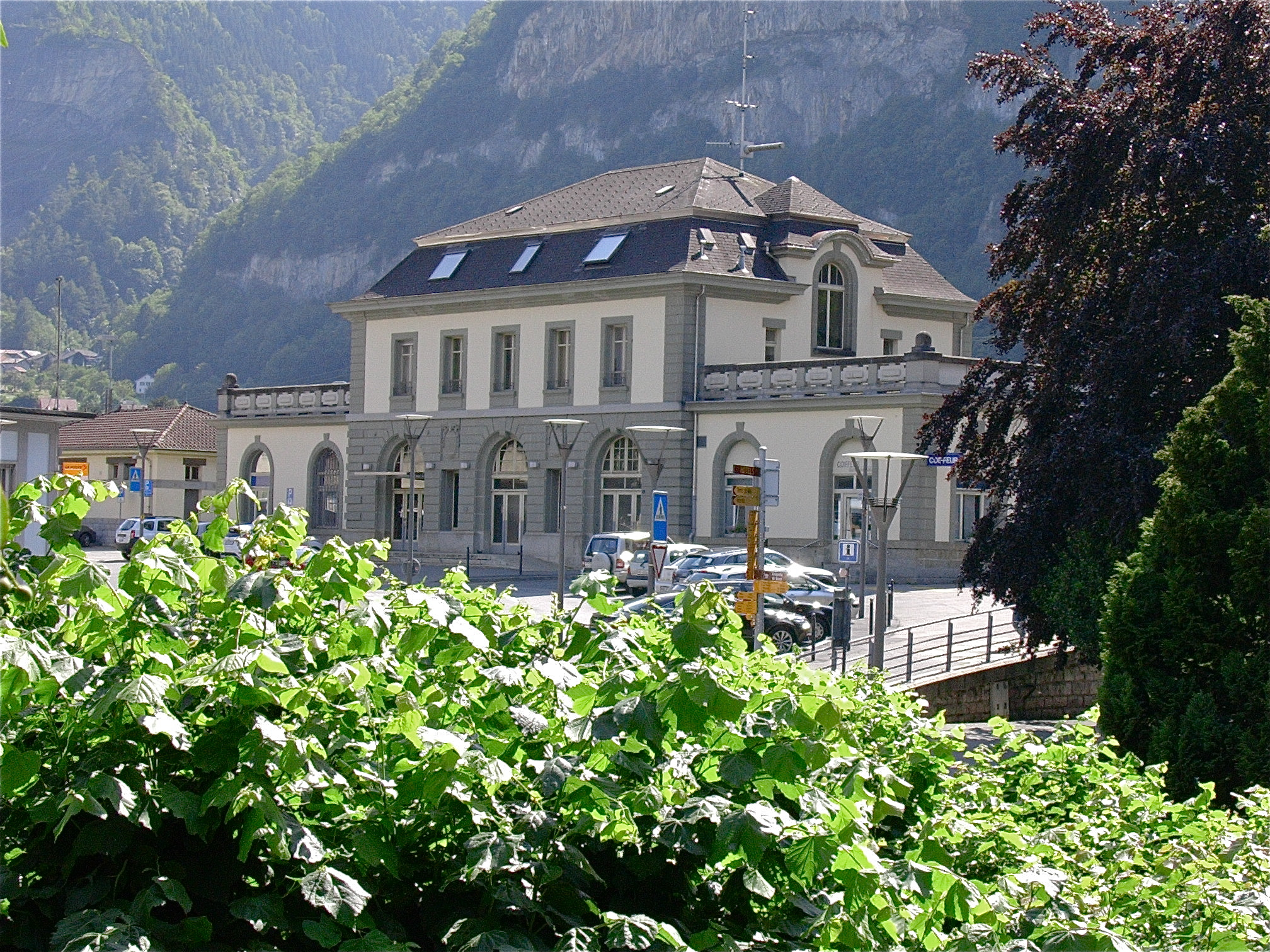
Station Saint-Maurice
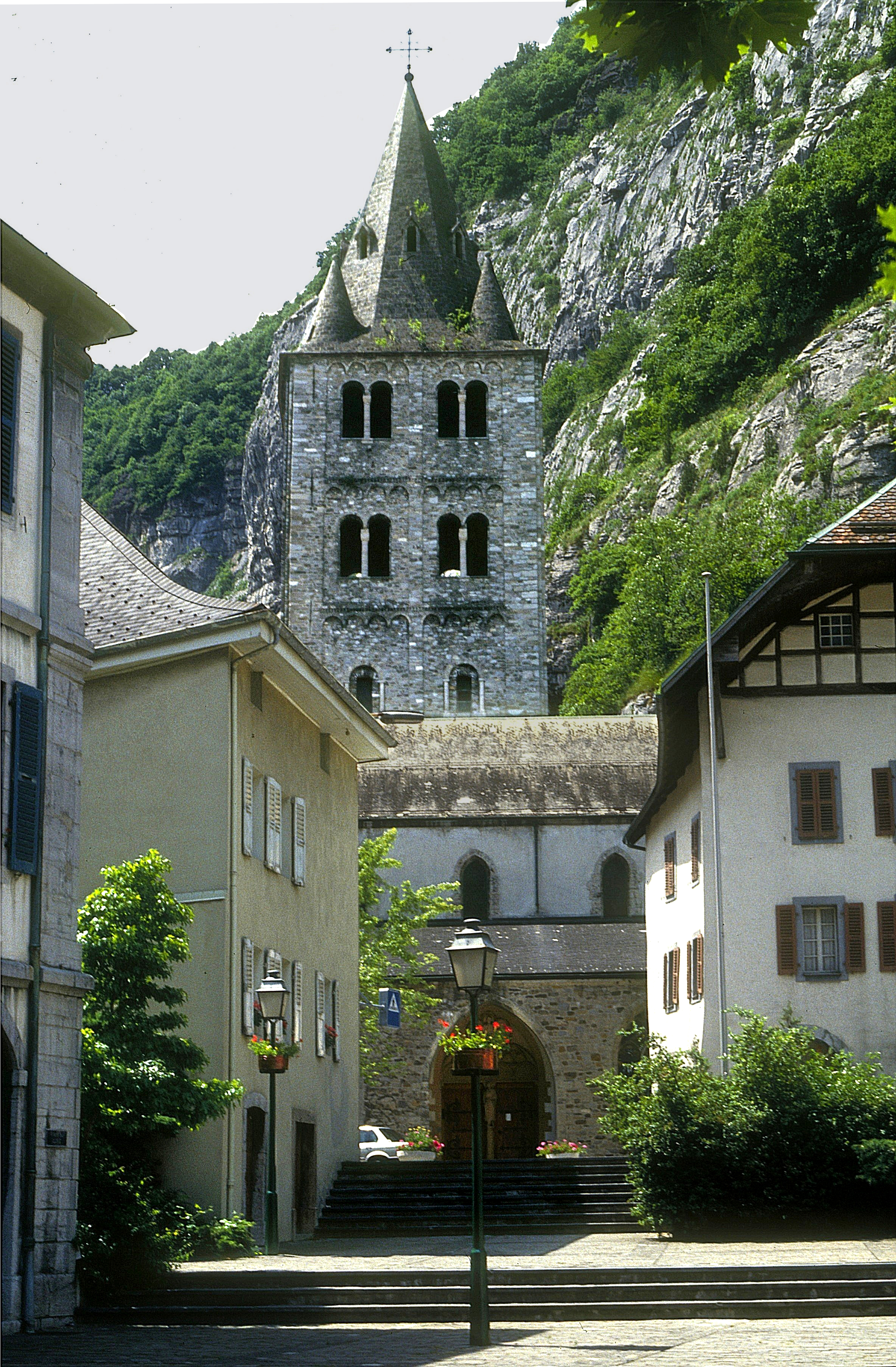
Abdij van Sint-Mauritius
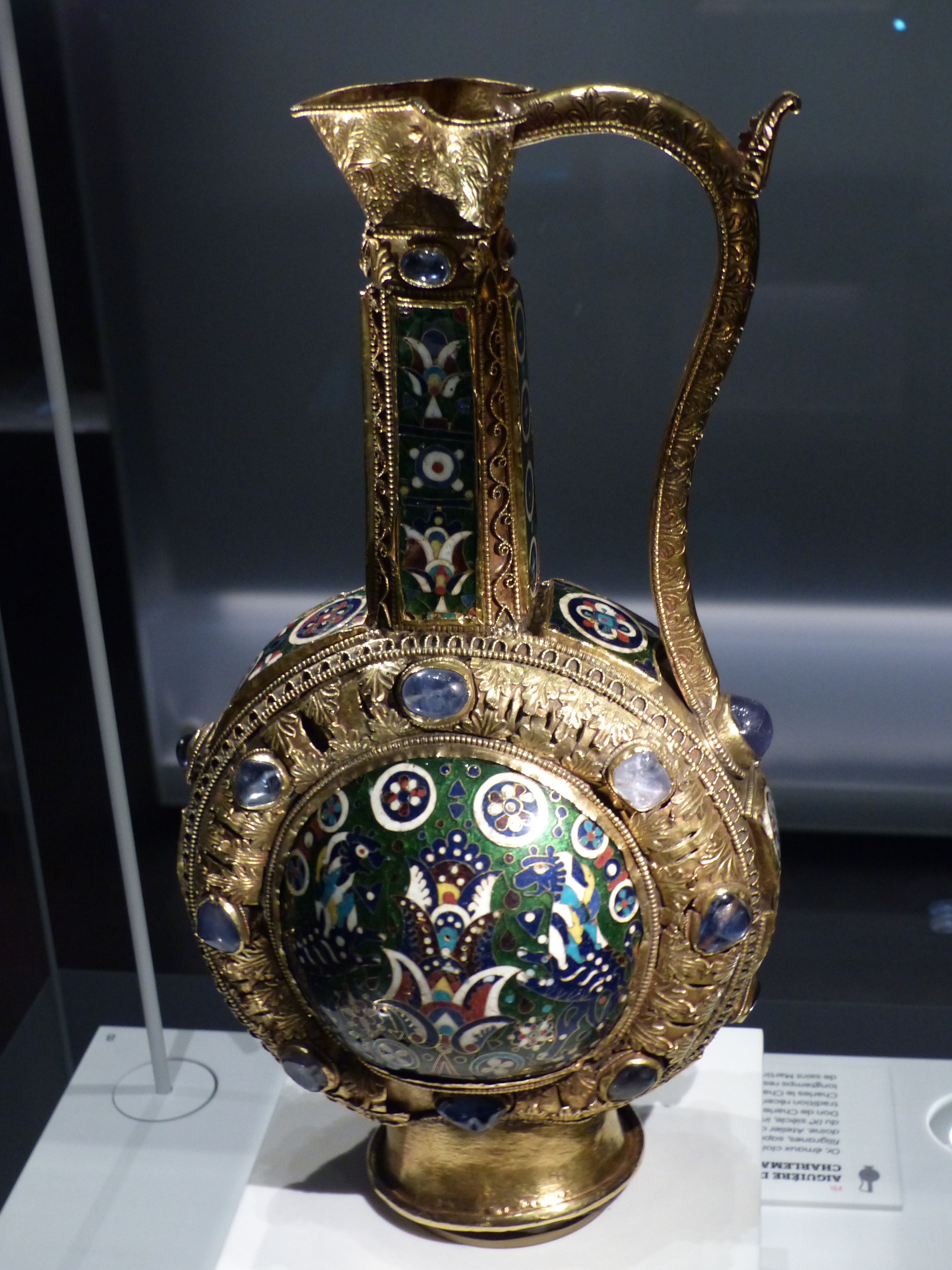
Aquamanile van Karel de Grote

Collonges · Dorénaz · Evionnaz · Finhaut · Massongex · Mex (VS) · Salvan · Saint-Maurice · Vernayaz · Vérossaz
- Bibliothèque nationale de France: cb121081929 (data)
- Gemeinsame Normdatei: 4118257-1
- Historisch woordenboek van Zwitserland: 002774
- Library of Congress Control Number: n85366634
- MusicBrainz: 72ccc773-0a25-4e8c-bced-2dd0a12dd9e2
- Nationale Bibliotheek van Israël: 987007564702805171
- Système universitaire de documentation: 143854380
- Virtual International Authority File: 249012358